# Bicalutamide
La bicalutamide è un composto chimico prevalentemente usato come farmaco antiandrogeno per la cura del tumore alla prostata, rappresentando l'antiandrogeno più utilizzato per questa patologia ed è stato prescritto a milioni di pazienti affetti da tale malattia.
Tra i diversi nomi col quale viene venduto, quello più diffuso è Casodex. Può essere acquistabile come medicinale equivalente ed è venduto in più di 80 paesi.
È tipicamente impiegato in combinazione a farmaci che agiscono sugli ormoni del rilascio delle gonadotropine o alla rimozione chirurgica dei testicoli per la cura del tumore alla prostata in stadio metastatico. Altri utilizzi sono la cura dell'irsutismo nelle donne, del priapismo negli uomini e della pubertà precoce nei bambini. Può fungere da componente integrante nella terapia ormonale di una donna transessuale.
La somministrazione avviene per via orale.

## Storia
Il composto è stato brevettato nel 1982 e approvato per l'utilizzo in ambito medico nel 1995.
È presente nella lista dei farmaci essenziali dell'Organizzazione mondiale della sanità, che comprende i più sicuri ed efficaci medicinali di cui un sistema sanitario non può fare a meno.

## Farmacodinamica
La bicalutamide appartiene alla classe dei farmaci antiandrogeni non steroidei (AANS).
La sua funzione è quella di bloccare il recettore androgeno (RA) al quale normalmente si legano gli ormoni sessuali androgeni, testosterone e diidrotestosterone (DHT).
Non riduce la quantità degli androgeni, tuttavia bloccandone i ricettori può avere un effetto estrogenico negli uomini.
L'assunzione di questa sostanza negli uomini può causare dolore ai capezzoli, crescita del seno e vampate di calore. Altri effetti collaterali meno comuni sono la completa femminilizzazione del corpo maschile e la disfunzione sessuale.
Nei soggetti di sesso femminile il farmaco sembra produrre pochi effetti collaterali, tuttavia il suo utilizzo da parte delle donne è sconsigliato dalla Food and Drug Administration (FDA).
L'uso durante la gravidanza può danneggiare il feto.
Nei test clinici, la bicalutamide ha causato l'aumento degli enzimi epatici in circa l'1% dei pazienti che l'hanno assunta. Raramente sono stati registrati casi di epatotossicità e tossicità polmonare. Sebbene i rischi legati al fegato siano minimi, è consigliato effettuare degli esami epatici durante la cura.

## Farmacocinetica
La sostanza è ben assorbita, la sua assunzione non è influenzata dal cibo e l'emivita misura circa una settimana.